# Ян Ваня
Ян Ваня (чеськ. Jan Váňa; нар. 1986, Прага) — український артист балету чеського походження. Провідний соліст балету Національної опери України. Заслужений артист України (2017)..

## Життєпис
2001—2006 — навчання в Празькому хореографічному училищі (Taneční konzervatoř hl. m. Prahy).
З 2006 року — соліст, з 2011 — провідний соліст балету Національного академічного театру опери та балету України імені Тараса Шевченка. Майстерності навчався у педагога Миколи Прядченка.
Був учасником Міжнародного фестивалю класичного балету імені Рудольфа Нурєєва в Казані, Фестивалю класичного балету пам'яті Анатолія Шекери в Національній опері України.
Бував на гастролях у Японії, Південній Кореї, Греції, Німеччині, Франції, Швейцарії, Італії, Іспанії, Португалії, Сербії, в рідній Чехії та ін.

## Партії
- Ротбард, Зігфрід, Лускунчик-принц, Блакитний птах («Лебедине озеро», «Лускунчик», «Спляча красуня» Чайковського)
- Альберт, Ганс, Бірбанто («Жізель», «Корсар» Адана)
- Воланд, Берліоз («Майстер і Маргарита»)
- Маноліос («Грек Зорба» Теодоракіса)
- Цуніг, Хозе («Кармен-сюїта»)
- Паріс («Ромео і Джульєтта» Прокоф'єва)
- Солор («Баядерка» Мінкуса)
- Князь Кий («Володар Борисфену» Станковича)
- Золотий Раб («Шехеразада» Римського-Корсакова)
- Красс («Спартак» Хачатуряна)
- Дафніс («Дафніс і Хлоя» Равеля)
- Александр («Дама з камеліями»)